# Émile Camut
Pour les articles homonymes, voir Camut.
Jean François Émile Camut (Paris, 12 février 1849 - Paris, 4 août 1905) est un architecte. On lui doit l’hôtel particulier Cote-Blatin à Clermont-Ferrand (1897), la construction du château de la Canière à Thuret. Il est connu pour ses réalisations dans la ville thermale du Mont-Dore.